# ITF Las Cruces Women's Challenger
L'ITF Las Cruces Women's Challenger è un torneo professionistico di tennis giocato su campi in cemento. Fa parte dell'ITF Women's Circuit. Si gioca annualmente a Las Cruces negli Stati Uniti.

## Albo d'oro

### Singolare
| Anno | Campionessa | Finalista    | Punteggio |
| ---- | ----------- | ------------ | --------- |
| 2013 | Mayo Hibi   | Petra Rampre | 6–3, 6–0  |

### Doppio
| Anno | Campionesse                            | Finaliste                  | Punteggio |
| ---- | -------------------------------------- | -------------------------- | --------- |
| 2013 | María Fernanda Álvarez Terán Keri Wong | Anamika Bhargava Mayo Hibi | 6–2, 6–2  |